# Thornthwaite
Thornthwaite – wieś w Anglii, w Kumbrii, w dystrykcie (unitary authority) Cumberland. Leży 35 km na południowy zachód od miasta Carlisle i 402 km na północny zachód od Londynu.